# Tuberfemurus liboensis
Tuberfemurus liboensis är en insektsart som beskrevs av Deng, W.-a., Z. Zheng och S.-z. Wei 2009. Tuberfemurus liboensis ingår i släktet Tuberfemurus och familjen torngräshoppor. Inga underarter finns listade i Catalogue of Life.